# Asplenium brausei
Asplenium brausei är en svartbräkenväxtart som beskrevs av Georg Hans Emmo Wolfgang Hieronymus. Asplenium brausei ingår i släktet Asplenium och familjen Aspleniaceae. Inga underarter finns listade.